# Шевченкове (Котляревський старостинський округ)
Шевче́нкове — село в Україні, у Шевченківській сільській громаді Миколаївського району Миколаївської області. Належить до Котляревського старостинського округу. Населення становить 595 осіб.

## Населення
Згідно з переписом УРСР 1989 року чисельність наявного населення села становила 549 осіб, з яких 255 чоловіків та 294 жінки.
За переписом населення України 2001 року в селі мешкала 591 особа.

### Мова
Розподіл населення за рідною мовою за даними перепису 2001 року:
| Мова       | Відсоток |
| ---------- | -------- |
| українська | 91,93 %  |
| російська  | 4,54 %   |
| білоруська | 1,34 %   |
| молдовська | 0,84 %   |
| інші       | 1,35 %   |